# Mohammad Moin
Mohammad Moin (en persan : محمد معین), né le 12 juin 1914 à Rasht et mort le 4 juillet 1971 à Téhéran, est un linguiste iranien, universitaire de premier plan. Il est spécialisé dans la littérature persane et l'iranologie.

## Biographie
Mohammad Moin a été diplômé en littérature et en philosophie en 1934. Il s'est ensuite installé en Belgique où il a obtenu des diplômes en psychologie appliquée, en anthropologie et en sciences cognitives. De retour en Iran, il s'inscrivit en doctorat de littérature persane et de linguistique à l'université de Téhéran, doctorat qu'il obtint avec félicitation du jury. Il fut ainsi le premier docteur en littérature persane de l'université de Téhéran.
Il a été titulaire d'une chaire de critique et recherche littéraire à l'université de Téhéran. 
Mohammad Moin est l'auteur du Dictionnaire Moin, ouvrage en six volumes.
Mohammad Moin est connu pour sa collaboration au Dictionnaire Dehkhoda. Il fut également président de la commission littéraire du Congrès international d'iranologie.
Mohammad Moin est enterré à Astaneh Ashrafieh dans la province du Gilan.